# Лео, Михаил Христофорович
Михаил Христофорович Лео (1826—1904) — российский генерал от инфантерии, герой русско-турецкой войны 1877—1878 годов.

## Биография
Родился 19 мая 1826 года, происходил из дворян Тамбовской губернии. Образование получил в Тамбовской гимназии. В военную службу вступил 4 мая 1843 года юнкером в Литовский егерский полк. 1 июня 1846 года произведён в прапорщики. В 1844—1846 годах находился на Кавказе, принимал участие в Даргинском походе.
27 июня 1847 года переведён в Подольский егерский полк. 23 июля 1849 года произведён в подпоручики. С Подольским полком совершил поход в Венгрию. 21 февраля 1853 года получил чин поручика Перновского гренадерского полка и 21 ноября 1854 года — штабс-капитана. Во время Крымской войны находился в составе войск, охраняющих побережье Балтийского моря. 3 мая 1860 года произведён в капитаны, 12 мая 1863 года — в майоры, 11 января 1868 года — в подполковники и 2 февраля 1872 года — в полковники. С 15 января 1870 года командовал 16-м стрелковым батальоном.
3 августа 1877 года Лео был назначен командиром 64-го пехотного Казанского полка, во главе которого принял участие в начавшейся русско-турецкой войне. Состоял в отряде генерала М. Д. Скобелева, отличился при штурме Плевны и под Шейново. За Плевну Лео 17 октября 1877 года был награждён золотой саблей с надписью «За храбрость». 27 марта 1880 года ему был пожалован орден Св. Георгия 4-й степени.
28 декабря 1877 г. отличился в сражении у Шейново, где, командуя 64 пех. Казанским полком, взял с боя укреплённый правый фланг турецкой позиции.
Также за боевые отличия 17 января 1879 года он был произведён в генерал-майоры со старшинством в чине с 28 декабря 1877 года.
10 сентября 1879 года Лео был назначен командиром 1-й бригады 30-й пехотной дивизии, а 10 ноября 1886 года получил в командование 1-ю стрелковую бригаду. 30 августа 1887 года произведён в генерал-лейтенанты. 2 июня 1900 года уволен в отставку с производством в генералы от инфантерии и с мундиром и пенсией, до самой отставки числился в 16-м стрелковом полку и в 64-м пехотном Казанском полку. Скончался 11 января 1904 года, похоронен в Москве на кладбище Новодевичьего монастыря.
Его брат Николай был генерал-майором.

## Награды
Среди прочих наград Лео имел ордена:
- Орден Святого Станислава 3-й степени (1856 год)
- Орден Святой Анны 3-й степени (1858 год)
- Орден Святого Станислава 2-й степени (1865 год)
- Орден Святого Владимира 4-й степени с бантом (1872 год, за беспорочную выслугу 25 лет в офицерских чинах)
- Орден Святой Анны 2-й степени (1874 год)
- Орден Святого Владимира 3-й степени с мечами (1877 год)
- Золотая сабля с надписью «За храбрость» (17 октября 1877 года)
- Орден Святого Станислава 1-й степени с мечами (1879 год)
- Орден Святого Георгия 4-й степени (27 марта 1880 года)
- Орден Святой Анны 1-й степени (1883 год)
- Орден Святого Владимира 2-й степени (1891 год)
- Орден Белого орла (14 мая 1896 года)